# Georges-C. Lachance
Pour les articles homonymes, voir Lachance.
Georges-C. Lachance B.A., LL.B., C.R. (né le 11 janvier 1926 et mort le 10 octobre 2020) était un avocat et ancien homme politique fédéral du Québec.

## Biographie
Né à Montréal, il est élu pour la première fois député libéral dans la circonscription de Lafontaine lors des élections de 1962. Réélu en 1963, 1965, 1968 et en 1972, il ne se représenta pas en 1974.
Son fils, Claude-André Lachance, a été député de Lafontaine et de Rosemont de 1974 à 1984.